# Gourandoukht Bagration
Gourandoukht (ou Guranduht) Bagration est une princesse géorgienne du XIe siècle.
Fille du roi de Géorgie Georges Ier Bagration et de sa première épouse, Mariam Arçrouni, princesse de Vaspourakan, Gourandoukht est la sœur du roi Bagrat IV qui la marie avec un prince arménien, Smbat Bagratouni, troisième fils de David Ier de Lorri selon Cyrille Toumanoff. Elle a une fille, qui épouse le sultan Alp Arslan. Elle serait morte avant son frère, vers 1065.

## Sources
- Cyrille Toumanoff, Les dynasties de la Caucasie chrétienne de l'Antiquité jusqu'au XIXe siècle : Tables généalogiques et chronologiques, Rome, 1990, p. 134.